# Komin (Sveti Ivan Zelina)
Komin je naseljeno mjesto u Republici Hrvatskoj u Zagrebačkoj županiji. Mjesto je poznato po reprezentativnoj baroknoj crkvi Sveta tri Kralja, izgrađenoj sredinom 17. stoljeća. Nedugo nakon njene izgradnje, u blizini crkve je 28. rujna 1682. održano zasjedanje Hrvatskog sabora pod vodstvom bana Nikole Erdödyja. 
Jedan od čvorova Autoceste A4 je čvor Komin. Dionica Sveta Helena - Komin jedina je dionica u Zagrebačkoj županiji koja je pod naplatom, što tu dionicu čini najskupljom dionicom autoceste u Hrvatskoj. 

## Zemljopis
Administrativno je u sastavu grada Svetog Ivana Zeline. Naselje se proteže na površini od 2,03 km². 

## Stanovništvo
Prema popisu stanovništva iz 2001. godine u Kominu živi 261 stanovnik i to u 74 kućanstva. Gustoća naseljenosti iznosi 128,57 st./km².
| broj stanovnika | 138   | 163   | 190   | 222   | 251   | 279   | 274   | 282   | 306   | 299   | 310   | 281   | 249   | 267   | 261   | 250   | 204   |
|                 | 1857. | 1869. | 1880. | 1890. | 1900. | 1910. | 1921. | 1931. | 1948. | 1953. | 1961. | 1971. | 1981. | 1991. | 2001. | 2011. | 2021. |

## Znamenitosti
- Crkva sv. Tri kralja

## Vanjske poveznice
- Prikaz izložbe Zelinske crkve i kapele